# Pseudocarorita
Pseudocarorita thaleri es una especie de araña araneomorfa de la familia Linyphiidae. Es el único miembro del género monotípico Pseudocarorita.

## Distribución
Se encuentra en Alemania, Suiza, Austria, Chequia y Bélgica.